# Heikant (Zele)

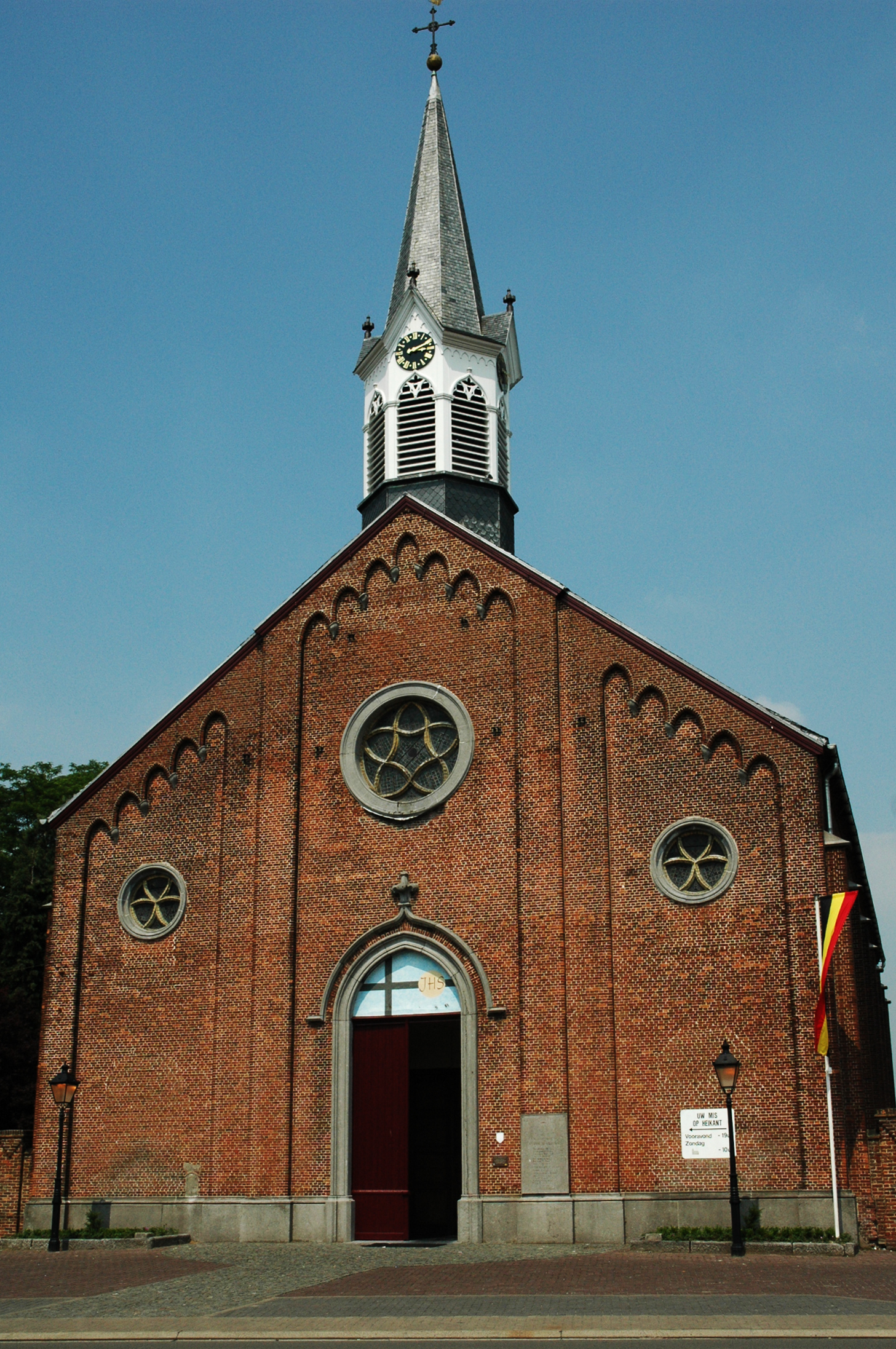
Sint-Jozef en Sint-Antonius van Paduakerk

Heikant is een straat en dorpje in de Belgische provincie Oost-Vlaanderen. Het ligt in het westen van de gemeente Zele, ruim drie kilometer ten westen van het dorpscentrum. Net ten oosten ligt het gehucht Bos, ten noorden het gehucht Everslaar in buurgemeente Lokeren en ten westen Overmere.

## Geschiedenis
In de 13de en 14de eeuw was de Raevestraete (zoals de Heikant tot de 16de eeuw genoemd werd) reeds bekend. Op de Ferrariskaart uit de jaren 1770 staat de plaats al weergegeven als het omvangrijke gehucht Den Heycant, met een halve kilometer oostwaarts het gehuchtje Bosch.
Toen halverwege de 19de eeuw in het centrum van Zele de Sint-Ludgeruskerk te klein werd, wou men aanvankelijk die kerk vergroten. Mgr. Delecque verwierp dit voorstel en verkoos het oprichten van een nieuwe kerk. De financiële middelen ontbraken, tot in 1854 de familie Polfliet in Heikant twee percelen grond voor de bouw van een kerk schonk. Begin januari 1855 werd de kerk ingewijd. In 1856 was de kerk nog maar als kapel aanvaard, tot ze in 1859 een onafhankelijke hulpkerk werd voor Heikant en Bos. Rond 1876-1877 werd een gemeentelijke school opgetrokken in Heikant. In 1879 werd ook een bewaarschool opgetrokken. De gemeenteschool werd in 1884 afgeschaft en in 1899 als parochiale jongensschool ingericht. De bewaarschool werd de parochiale meisjesschool.
In de 20ste eeuw raakte het gehucht door lintbebouwing verbonden met het centrum van Zele.

## Bezienswaardigheden
- De kerk, gewijd aan van Sint-Jozef en Antonius van Padua, heeft een oud Van Peteghemorgel uit 1823, dat als monument beschermd is. Het orgel komt oorspronkelijk uit de Onze-Lieve-Vrouw Geboortekerk in Mariakerke bij Gent.

## Demografie
De inwoners van de wijken Heikant en Bos:
- 1572: 400
- 1681: 582
- 1774: 817
- 1831: 1145
- 1846: 1197
- 1880: 1401
- 1956: 1590

## Verkeer en vervoer
De snelweg E17 loopt ten noorden van Heikant, maar heeft er geen op- en afritten. Ten zuiden loopt de N445, de steenweg van Gent naar Zele en Dendermonde.

## Sport & verenigingsleven
- Voetbalclub KFC Heikant Zele is aangesloten bij de KBVB en speelt er in provinciale reeksen.
- Jeugdbeweging KLJ Zele-Heikant[1]
- Basisschool Zele-Heikant[2]

## Nabijgelegen kernen
Zele, Overmere, Berlare, Lokeren
Gehuchten en wijken: Avermaat · Bos · Dijk · Dries · Durmen · Elst · Hansevelde · Heikant · Hoek · Huivelde · Kamershoek · Kouter · Langevelde · Meerskant · Mespelaar · Rinkhout · Stokstraat · Veldeken · Wezepoel · Zandberg

Belgische gemeenten · Arrondissement Dendermonde · Oost-Vlaanderen · Vlaanderen